# Damien O'Donnell
Pour les articles homonymes, voir O'Donnell.
Damien O'Donnell est un réalisateur et scénariste irlandais, né à Dublin en 1967.

## Filmographie

### En tant que réalisateur
- 2004 : Inside I'm Dancing
- 2002 : Heartlands
- 2000 : What Where court métrage - 13 mm
- 1999 : Fish and Chips (East Is East)
- 1999 : Chrono-Perambulator court métrage - 11 mm
- 1996 : Thirty-Five Aside court métrage
- 1995 : 35 Aside court métrage - 27 mm

### En tant que scénariste
- 1999 : Chrono-Perambulator de Damien O'Donnell court métrage - 11 mm
- 1999 : Making Ends Meet de Declan Recks

- 1995 : 35 Aside de Damien O'Donnell court métrage - 27 mm

## Récompenses et distinctions
- Prix Télébec 1996 pour le court métrage Thirty-Five Aside au Festival du cinéma international en Abitibi-Témiscamingue.
- Festival européen premier plan d'Angers :
  - Prix du jury pour le court métrage 35 Aside.
  - Premier court métrage européen pour le court métrage 35 Aside.

- BAFTA Awards :
  - Prix Alexander Korda pour le meilleur film anglais pour Fish & Chips (East Is East)